# Balázsi
Balázsi (1899-ig Vlacsa, szlovákul: Vlača) község Szlovákiában, az Eperjesi kerület Varannói járásában.

## Fekvése
Varannótól 25 km-re északnyugatra, a Tapoly jobb partján fekszik.

## Története
1349-ben említik először.
A 18. század végén Vályi András így ír róla: „VLACSA. Tót falu Sáros Várm. földes Urai több Urak, lakosai külömbfélék, fekszik Hanusfalvához nem meszsze, és annak filiája; határja közép termékenységű, réttye van, erdőtskéje is.”
Fényes Elek 1851-ben kiadott geográfiai szótárában így ír a településről: „Vlacsa, Sáros v. tót f. Hanusfalva fil. 8 kath., 30 evang., 10 zsidó lak. F. u. többen. Ut. p. Eperjes.”
1920 előtt Sáros vármegye Girálti járásához tartozott.

## Népessége
| Év:            | 1994. | 2004.   | 2014.   | 2024.    |
| -------------- | ----- | ------- | ------- | -------- |
| Emberek száma: | 224   | 230     | 234     | 209      |
| Eltérés:       |       | +2,67 % | +1,73 % | -10,68 % |

| Év:            | 2023. | 2024.   |
| -------------- | ----- | ------- |
| Emberek száma: | 213   | 209     |
| Eltérés:       |       | -1,87 % |

1910-ben 151, túlnyomórészt szlovák lakosa volt.
2001-ben 240 lakosából 239 szlovák volt.
2011-ben 236 lakosából 226 szlovák.

## Nevezetességei
- Görögkatolikus temploma 1681-ben épült.